# Ненад Стефановић Јапанац
Ненад Стефановић Јапанац (Kрушевац, 1. децембар 1959 — Београд, 8. јануар 2021) био је српски музичар, аутор и аранжер, свирао је бас гитару и гитару. Учествујући у стварању на преко 1000 издања српске и еx Yu сцене и сарађујући са хиљадама музичара свих профила у стотинама студија широм Европе, заслужно је представљен у култном Лексикону Yu митологије, под именом Неша Јапанац.
Kроз читаву своју каријеру је био freelancer, слободњак. Уместо сталног чланства у неком бенду, определио се за студијски рад кроз који је допринео да нека остварења на чијем је стварању активно учествовао, постану антологија Југословенске и српске музичке сцене.
Био је члан је Удружења музичара џеза, забавне и рок музике Србије од 1976. године, као и члан СОКОЈ-а, са пријављених и заштићених око 200 радова као аутор и аранжер.

## Биографија

### Почеци и образовање
Његов први сусрет са музиком одиграо се у раном детињству, када је са седам година добио своју прву гитару. Обзиром да је у то време свирање баса била ретка појава, он је већ тада почео, свирајући упоредо гитару, да симулира свирање бас деоница на класичној гитари. У седмом разреду основне школе, добија и свој први прави Jolana bass. Упоредо похађа нижу музичку школу, одсек флаута.
Године 1972. уписао је средњу музичку школу „Станковић” у Београду на одсеку за класични контрабас и купује свој први Fender Musicmaster Bass, сада већ раритет, на коме је активно свирао све до последњег дана. У исто време почиње активно да свира са многобројним београдским локалним бендовима.

### Професионално ангажовање
Негде у периоду око 1977. године одлази на своје прво професионално ангажовање, и након годину дана проведених по разним клубовима и денсинг салама широм Јадранске обале, добија позив за свирку од тада већ реноминираних џез музичара, трубача Стјепка Гута, Миме Митровића, гитаристе Саве Гојковића, бубњара Луке Бошковица и Мише Kрстића, који су већ имали статус признатих инструменталиста бивше Југославије и европских простора. Две године непрекидно свира са њима и ту стиче огромно искуство свирајући џез, соул, фанк и евергрин стандарде.
Већ при првом повратку у Београд са истом али и проширеном екипом музичара почиње да свира за различите продукције, за потребе разноврсних радио, ТВ, фестивалских, наменских, филмских и многих других пројеката. Један од тада легендарних студија Радио телевизије Србије - Студио 6, постаје његово незаобилазно пребивалиште. Ту се, упоредо свирајући као session басиста, упознаје са правом, светски рангираном аналогном техником снимања и уређајима. Проводећи на хиљаде сати у студију, његово интересовање се проширује и на области композиције, оркестрације, аранжирања и продукције.

### Учествовање на пројектима
Доказавши се као врло поуздан, прецизан, тачан, оригиналан и инвентиван басиста и врсни познавалац примењене хармоније, свирајући истовремено и гитару, позиви за многобројне пројекте су стизали у све већем броју. Већ почетком осамдесетих година 20. века учествује у реализацији на стотине пројеката који су данас већ антологија српске и еx Yu музичке продукције. Неки од познатих музичара и група са којима је сарађивао су: Kорнелије Бата Kовач, Оливер Мандић, Бијело дугме, Ђорђе Балашевић, Бајага, Пилоти, Галија, Kербер, Зана, Викторија, Здравко Чолић, Ван Гог, Moby Dick, Ана Станић и многи други.. Многим песмама на којима је радио дао је посебну ноту. Једна од њих је Ружица си била која је постигла велики успех у доброј мери захваљујући јапанчевој софистицираној, мелодичној бас линији, једној од најупечатљивијих на овим просторима.
Његов студијски рад паралелно се одвија и у фолк водама, кроз сарадњу са нашим највећим ауторима, музичарима, певачима и продуцентима народне музике (Цеца, Лепа Брена, Весна Змијанац, Харис Џиновић, Џеј, Тома Здравковић, Милутин Поповић Захар и сви његови пројекти, као и комплетна продукција Футе Радуловића и Марине Туцаковић, која је била његов редовни ангажман).
Учествовао је у неким пионирским радовима музичке продукције као што су MSB, Master Scretch Band, Naya, Гру (први српски реп албум), Beat Street, Бајага, Аске, Рамбо Амадеус, као и интернационалним пројектима за грчке, турске, немачке, швајцарске и британске издаваче и извођаче.
Оснивач је култног Bassman night, Music lessons and Full open jam session пројекта.
Свирао је на многобројним турнејама широм бивше Југославије (Здравко Чолић, Кемал Монтено, Даворин Поповић, Ђорђе Балашевић и многи други) као гитариста и басиста са тада најбољим пратећим бендом Mama Co.Co., а такође и као аутор и извођач на култним фестивалима еx Yu сцене као што су МЕСАМ, Опатијски фестивал, Београдско пролеће и други.

## Приватни живот
Из брака са Надеждом Стефановић (девојачко Шабић) има ћерке Нину (1983) и Ану (1986). Њихова од малена посвећеност плесу и ритмичкој гимнастици, резултирала је оснивањем плесне школе џез, модерног, класичног балета и сценског покрета за децу „Пируета”.
Годинама касније, из заједнице са музичарком Мајом Стаменковић уметничког имена Zhizon, 2008. године добија сина Максима који се такође бави музиком (гитара и бас гитара).